# En Esur
En Esur é um antigo assentamento da Idade do Bronze na região de Canaã. Tem cerca de 5 mil anos. Foi descoberto em 2019 durante obras rodoviárias no distrito de Haifa, no norte de Israel.
En Esur foi descoberto pela primeira vez durante os trabalhos preparatórios de um projeto de estrada perto da cidade de Harish, Israel, a 50 quilômetros ao norte de Tel Aviv. O local fica na planície de Sarom, abaixo e ao sul de Tel Esur.
Antes de sua descoberta ser anunciada publicamente, o En Esur foi escavado por arqueólogos profissionais e voluntários durante dois anos e meio, começando em janeiro de 2017, com a pesquisa supervisionada pelos arqueólogos Itai Elad e Yitzak Paz. O trabalho foi organizado em parte pela Autoridade de Antiguidades de Israel e financiado pela Netivei Israel, empresa nacional de infraestrutura de transporte de Israel. Durante o processo de escavação, os arqueólogos encontraram um templo dentro da cidade que foi construído aproximadamente 2 mil anos antes do resto do local.
Em um anúncio de sua descoberta, os pesquisadores chamaram En Esur de "cosmopolita" e de "Nova York do início da Idade do Bronze".
O assentamento ocupava uma área de, aproximadamente, 0,65 km² e poderia ter tido cerca de 10 mil habitantes . Essa descoberta o torna maior que o Tel Megiddo, localizado na Cisjordânia, sendo, portanto, o maior assentamento do Levante do Sul durante esse período.
De acordo com as pesquisas, ao que parece, o assentamento era abastecido por duas fontes de águas locais e abundantes , uma delas chamada "En Esur", localizada ao leste, e a outra sem nome aparente, localizada ao sudoeste. 
Os arqueólogos que escavaram o local acreditam que o assentamento foi uma espécie de cidade planejada, incluindo não apenas ruas, becos e praças, mas também instalações para armazenamento de bens e drenagem, além de um cemitério. O local ainda era cercado de muros fortificados de 2 metros de altura e seus descobridores a chamaram de "megalópole".